# Jon Ekerold
Jonatha Ekerold, mais conhecido como Jon Ekerold (Johannesburg, 8 de outubro de 1946) é um ex-motociclista sul-africano, campeão do mundo nas 350cc.
Ekerold disputou nove temporadas do mundial, entre 1975 e 1983. Seu melhor resultado ocorreu em 1980,. quando terminou com o título das 350cc (o terceiro em sequência de um sul-africano, após os dois títulos de Kork Ballington, em 1978 e 1979) Com este título, obtido após vencer a disputa com Anton Mang, da Kawasaki, Ekerold se tornou um dos poucos pilotos na chamada era moderna do motociclismo a vencer um campeonato mundial sem o apoio de uma equipe de fábrica. Sua moto foi construída pelo próprio Ekerold, com o motor de uma Yamaha TZ350 no chassis de uma Bimota. Ele ainda chegou a repetir o feito no ano seguinte, mas ficando com o vice-campeonato para Mang. Antes disso, ele chegou a ficar em terceiro na temporada de 1977.